# Glaucopsyche melanopsalluaudi
Glaucopsyche melanopsalluaudi är en fjärilsart som beskrevs av Charles Oberthür. Glaucopsyche melanopsalluaudi ingår i släktet Glaucopsyche och familjen juvelvingar. Inga underarter finns listade i Catalogue of Life.